# 第十一届全国人民代表大会期间颁布的中华人民共和国主席令
| 中华人民共和国主席令 | 中华人民共和国主席令 | 中华人民共和国主席令 |
| -------------------- | -------------------- | -------------------- |
| ←第十届              | 第十一届             | 第十二届→            |

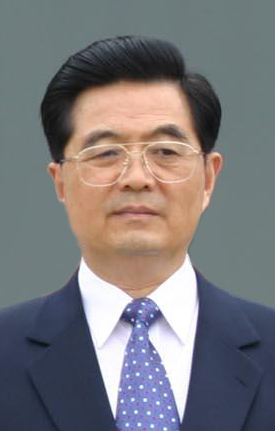
第六位中华人民共和国主席胡锦涛

中华人民共和国主席令是中华人民共和国主席依据《中华人民共和国宪法》第八十条的规定，根据全国人民代表大会和全国人民代表大会常务委员会的决定，颁布的用于公布法律、任免国务院组成人员、授予国家勋章或荣誉、宣布进入紧急状态、战争状态或发布特赦令、动员令的法令。1954年中华人民共和国行宪后，国家主席令接替原由中央人民政府主席签署的“中央人民政府命令”；后在国家主席职位缺位和被废除时期，曾由“全国人民代表大会常务委员会委员长令”代替国家主席令。1982年12月4日，第五届全国人民代表大会第五次会议通过了中华人民共和国成立后的第四部《宪法》，即《八二宪法》，在国家机构一章中恢复关于中华人民共和国主席的规定，重新设置国家主席、副主席职务。自第六届全国人民代表大会开始，中华人民共和国主席令得以恢复。
第十届全国人民代表大会第一次会议于2003年3月5日至3月18日在北京召开，会上选举胡锦涛为新任国家主席，他取代江泽民成为第六位国家主席。第十一届全国人民代表大会第一次会议于2008年3月5日至3月18日在北京召开，会上他连任为国家主席。他在第十一届全国人大期间，共颁布了75份主席令，第一份颁布于2008年3月16日，其内容为任命温家宝为中华人民共和国国务院总理。第十一届全国人大期间的最后一份（第75号）主席令颁布于2012年12月28日，内容为免去孟建柱兼任的公安部部长职务，并任命郭声琨为公安部部长。本列表列出第十一届全国人民代表大会期间颁布的中华人民共和国主席令。

## 列表
点击下方编号处的链接，可前往维基文库查看主席令原文。
| 编号       | 主要内容 | 日期           |
| ---------- | --- | -------------- |
| 第一号     | 任命温家宝为中华人民共和国国务院总理。 | 2008年3月16日  |
| 第二号     | 任命李克强、回良玉、张德江、王岐山为国务院副总理；任命刘延东、梁光烈、马凯、孟建柱、戴秉国为国务委员；任命马凯为国务院秘书长；任命杨洁篪为外交部部长；任命梁光烈为国防部部长；任命张平为国家发展和改革委员会主任；任命周济为教育部部长；任命万钢为科学技术部部长；任命李毅中为工业和信息化部部长；任命杨晶为国家民族事务委员会主任；任命孟建柱为公安部部长；任命耿惠昌为国家安全部部长；任命马馼为监察部部长；任命李学举为民政部部长；任命吴爱英为司法部部长；任命谢旭人为财政部部长；任命尹蔚民为人力资源和社会保障部部长；任命徐绍史为国土资源部部长；任命周生贤为环境保护部部长；任命姜伟新为住房和城乡建设部部长；任命李盛霖为交通运输部部长；任命刘志军为铁道部部长；任命陈雷为水利部部长；任命孙政才为农业部部长；任命陈德铭为商务部部长；任命蔡武为文化部部长；任命陈竺为卫生部部长；任命李斌为国家人口和计划生育委员会主任；任命周小川为中国人民银行行长；任命刘家义为审计署审计长。 | 2008年3月17日  |
| 第三号     | 公布《中华人民共和国残疾人保障法》2008年4月24日修订版。 | 2008年4月24日  |
| 第四号     | 公布《中华人民共和国循环经济促进法》。 | 2008年8月29日  |
| 第五号     | 公布《中华人民共和国企业国有资产法》。 | 2008年10月28日 |
| 第六号     | 公布《中华人民共和国消防法》2008年10月28日修订版。 | 2008年10月28日 |
| 第七号     | 公布《中华人民共和国防震减灾法》2008年12月27日修订版。 | 2008年12月27日 |
| 第八号     | 公布《全国人民代表大会常务委员会关于修改〈中华人民共和国专利法〉的决定》。 | 2008年12月27日 |
| 第九号     | 公布《中华人民共和国食品安全法》。 | 2009年2月28日  |
| 第十号     | 公布《中华人民共和国刑法修正案（七）》。 | 2009年2月28日  |
| 第十一号   | 公布《中华人民共和国保险法》2009年2月28日修订版。 | 2009年2月28日  |
| 第十二号   | 公布《中华人民共和国邮政法》2009年4月24日修订版。 | 2009年4月24日  |
| 第十三号   | 公布《全国人民代表大会常务委员会关于修改〈中华人民共和国全国人民代表大会常务委员会议事规则〉的决定》。 | 2009年4月24日  |
| 第十四号   | 公布《中华人民共和国农村土地承包经营纠纷调解仲裁法》。 | 2009年6月27日  |
| 第十五号   | 公布《中华人民共和国统计法》2009年6月27日修订版。 | 2009年6月27日  |
| 第十六号   | 公布《全国人民代表大会常务委员会关于废止部分法律的决定》。 | 2009年6月27日  |
| 第十七号   | 公布《中华人民共和国人民武装警察法》。 | 2009年8月27日  |
| 第十八号   | 公布《全国人民代表大会常务委员会关于修改部分法律的决定》。 | 2009年8月27日  |
| 第十九号   | 公布《中华人民共和国驻外外交人员法》。 | 2009年10月31日 |
| 第二十号   | 免去周济的教育部部长职务，任命袁贵仁为教育部部长。 | 2009年10月31日 |
| 第二十一号 | 公布《中华人民共和国侵权责任法》。 | 2009年12月26日 |
| 第二十二号 | 公布《中华人民共和国海岛保护法》。 | 2009年12月26日 |
| 第二十三号 | 公布《全国人民代表大会常务委员会关于修改〈中华人民共和国可再生能源法〉的决定》。 | 2009年12月26日 |
| 第二十四号 | 免去孙政才的农业部部长职务，任命韩长赋为农业部部长。 | 2009年12月26日 |
| 第二十五号 | 公布《中华人民共和国国防动员法》。 | 2010年2月26日  |
| 第二十六号 | 公布《全国人民代表大会常务委员会关于修改〈中华人民共和国著作权法〉的决定》。 | 2010年2月26日  |
| 第二十七号 | 公布《全国人民代表大会关于修改〈中华人民共和国全国人民代表大会和地方各级人民代表大会选举法〉的决定》。 | 2010年3月14日  |
| 第二十八号 | 公布《中华人民共和国保守国家秘密法》2010年4月29日修订版。 | 2010年4月29日  |
| 第二十九号 | 公布《全国人民代表大会常务委员会关于修改〈中华人民共和国国家赔偿法〉的决定》。 | 2010年4月29日  |
| 第三十号   | 公布《中华人民共和国石油天然气管道保护法》。 | 2010年6月25日  |
| 第三十一号 | 公布《全国人民代表大会常务委员会关于修改〈中华人民共和国行政监察法〉的决定》。 | 2010年6月25日  |
| 第三十二号 | 免去李学举的民政部部长职务，任命李立国为民政部部长。 | 2010年6月25日  |
| 第三十三号 | 公布《全国人民代表大会常务委员会关于修改〈中华人民共和国预备役军官法〉的决定》。 | 2010年8月28日  |
| 第三十四号 | 公布《中华人民共和国人民调解法》。 | 2010年8月28日  |
| 第三十五号 | 公布《中华人民共和国社会保险法》。 | 2010年10月28日 |
| 第三十六号 | 公布《中华人民共和国涉外民事关系法律适用法》。 | 2010年10月28日 |
| 第三十七号 | 公布《中华人民共和国村民委员会组织法》。 | 2010年10月28日 |
| 第三十八号 | 公布《全国人民代表大会常务委员会关于修改〈中华人民共和国全国人民代表大会和地方各级人民代表大会代表法〉的决定》。 | 2010年10月28日 |
| 第三十九号 | 公布《中华人民共和国水土保持法》2010年12月25日修订版。 | 2010年12月25日 |
| 第四十号   | 免去李毅中的工业和信息化部部长职务，任命苗圩为工业和信息化部部长。 | 2010年12月25日 |
| 第四十一号 | 公布《中华人民共和国刑法修正案（八）》。 | 2011年2月25日  |
| 第四十二号 | 公布《中华人民共和国非物质文化遗产法》。 | 2011年2月25日  |
| 第四十三号 | 公布《中华人民共和国车船税法》。 | 2011年2月25日  |
| 第四十四号 | 免去刘志军的铁道部部长职务，任命盛光祖为铁道部部长。 | 2011年2月25日  |
| 第四十五号 | 公布《全国人民代表大会常务委员会关于修改〈中华人民共和国煤炭法〉的决定》。 | 2011年4月22日  |
| 第四十六号 | 公布《全国人民代表大会常务委员会关于修改〈中华人民共和国建筑法〉的决定》。 | 2011年4月22日  |
| 第四十七号 | 公布《全国人民代表大会常务委员会关于修改〈中华人民共和国道路交通安全法〉的决定》。 | 2011年4月22日  |
| 第四十八号 | 公布《全国人民代表大会常务委员会关于修改〈中华人民共和国个人所得税法〉的决定》。 | 2011年6月30日  |
| 第四十九号 | 公布《中华人民共和国行政强制法》。 | 2011年6月30日  |
| 第五十号   | 公布《全国人民代表大会常务委员会关于修改〈中华人民共和国兵役法〉的决定》。 | 2011年10月29日 |
| 第五十一号 | 公布《全国人民代表大会常务委员会关于修改〈中华人民共和国居民身份证法〉的决定》。 | 2011年10月29日 |
| 第五十二号 | 公布《全国人民代表大会常务委员会关于修改〈中华人民共和国职业病防治法〉的决定》。 | 2011年12月31日 |
| 第五十三号 | 免去李斌的国家人口和计划生育委员会主任职务，任命王侠为国家人口和计划生育委员会主任。 | 2011年12月31日 |
| 第五十四号 | 公布《全国人民代表大会常务委员会关于修改〈中华人民共和国清洁生产促进法〉的决定》。 | 2012年2月29日  |
| 第五十五号 | 公布《全国人民代表大会关于修改〈中华人民共和国刑事诉讼法〉的决定》。 | 2012年3月14日  |
| 第五十六号 | 公布《中华人民共和国军人保险法》。 | 2012年4月27日  |
| 第五十七号 | 公布《中华人民共和国出境入境管理法》。 | 2012年6月30日  |
| 第五十八号 | 公布《全国人民代表大会常务委员会关于修改〈中国人民解放军选举全国人民代表大会和县级以上地方各级人民代表大会代表的办法〉的决定》。 | 2012年6月30日  |
| 第五十九号 | 公布《全国人民代表大会常务委员会关于修改〈中华人民共和国民事诉讼法〉的决定》。 | 2012年8月31日  |
| 第六十号   | 公布《全国人民代表大会常务委员会关于修改〈中华人民共和国农业技术推广法〉的决定》。 | 2012年8月31日  |
| 第六十一号 | 免去李盛霖的交通运输部部长职务；任命杨传堂为交通运输部部长。 | 2012年8月31日  |
| 第六十二号 | 公布《中华人民共和国精神卫生法》。 | 2012年10月26日 |
| 第六十三号 | 公布《全国人民代表大会常务委员会关于修改〈中华人民共和国监狱法〉的决定》。 | 2012年10月26日 |
| 第六十四号 | 公布《全国人民代表大会常务委员会关于修改〈中华人民共和国律师法〉的决定》。 | 2012年10月26日 |
| 第六十五号 | 公布《全国人民代表大会常务委员会关于修改〈中华人民共和国未成年人保护法〉的决定》。 | 2012年10月26日 |
| 第六十六号 | 公布《全国人民代表大会常务委员会关于修改〈中华人民共和国预防未成年人犯罪法〉的决定》。 | 2012年10月26日 |
| 第六十七号 | 公布《全国人民代表大会常务委员会关于修改〈中华人民共和国治安管理处罚法〉的决定》。 | 2012年10月26日 |
| 第六十八号 | 公布《全国人民代表大会常务委员会关于修改〈中华人民共和国国家赔偿法〉的决定》。 | 2012年10月26日 |
| 第六十九号 | 公布《全国人民代表大会常务委员会关于修改〈中华人民共和国人民警察法〉的决定》。 | 2012年10月26日 |
| 第七十号   | 公布《全国人民代表大会常务委员会关于修改〈中华人民共和国邮政法〉的决定》。 | 2012年10月26日 |
| 第七十一号 | 公布《中华人民共和国证券投资基金法》2012年12月28日修订版。 | 2012年12月28日 |
| 第七十二号 | 公布《中华人民共和国老年人权益保障法》2012年12月28日修订版。 | 2012年12月28日 |
| 第七十三号 | 公布《全国人民代表大会常务委员会关于修改〈中华人民共和国劳动合同法〉的决定》。 | 2012年12月28日 |
| 第七十四号 | 公布《全国人民代表大会常务委员会关于修改〈中华人民共和国农业法〉的决定》。 | 2012年12月28日 |
| 第七十五号 | 免去孟建柱兼任的公安部部长职务；任命郭声琨为公安部部长。 | 2012年12月28日 |